# Goliarda Sapienza
Goliarda Sapienza (10 de mayo de 1924 – 30 de agosto de 1996) fue una actriz, poeta y escritora de nacionalidad italiana.

## Biografía
Nacida en Catania, sus padres eran Maria Guidice, una destacada socialista, y Pepino Sapienza, un abogado también socialista. Criaron a su hija en un ambiente de absoluta libertad y sin limitaciones sociales, hasta el punto de que su padre no quiso que ella acudiera a la escuela, para evitar imposiciones e influencias fascistas.
A los dieciséis años se matriculó en la Accademia Nazionale d'Arte Drammatica de Roma, ciudad a la que se había mudado su familia. Durante un tiempo emprendió la carrera de actriz teatral, distinguiéndose como protagonista en piezas de Luigi Pirandello. También actuó, de manera ocasional, en el cine, iniciándo en el medio gracias a Alessandro Blasetti, pero pronto se limitó a hacer pequeñas actuaciones como extra, a menudo sin aparecer en los créditos, como ocurrió en Senso, de Luchino Visconti. 
Sin embargo, Sapienza dejó su actividad interpretativa para dedicarse a la literatura. Su primera novela fue Lettera aperta (1967), a la que siguió Il filo di mezzogiorno (1969).
En 1980, por cometer un robo en casa de unos amigos, acabó en prisión. Estando encarcelada continuó con la escritura, aunque publicando poco, a excepción de algunas obras, como L'università di Rebibbia y Le certezze del dubbio, que se editó gracias a su encuentro con el poeta y editor Beppe Costa. Éste la apoyó, e intento sin éxito que consiguiera una pensión vitalicia en aplicación de la Ley Bacchelli, no pudiendo tampoco reeditar sus obras. A pesar de todo, Sapienza consiguió publicar, con la editora Pellicanolibri, Le certezze del dubbio (1987), y fue premiada más tarde con el Premio Casalotti 1994.
Su novela más célebre, L'arte della gioia, se publicó a título póstumo por Stampa Alternativa, en 1998. Solo la primera de las cuatro partes que componían la obra vio la luz en vida de la escritora, en 1994, en la serie Millelirepiù dirigida por Marcello Baraghini. 
En sus últimos años de vida fue profesora de interpretación en el Centro Sperimentale di Cinematografia de Roma.
Goliarda Sapienza falleció en 1996 en Gaeta, Italia. Había estado ligada sentimentalmente con el director Francesco Maselli, pero años después se casó con el escritor y actor Angelo Pellegrino. Su cuerpo reposa en la capilla principal del cementerio municipal de Gaeta.

## Obra literaria
- Lettera aperta, Milán, Garzanti Editore, 1967; Palermo, Sellerio editore, 1997. ISBN 88-389-1378-1; Turín, UTET, 2007. ISBN 88-02-07545-X.
- Il filo di mezzogiorno, Milán, Garzanti, 1969; Milán, La Tartaruga, 2003. ISBN 88-7738-390-9.
- L'università di Rebibbia, Milán, Rizzoli, 1983; 2006. ISBN 88-17-01172-X; Turín, Giulio Einaudi Editore, 2012. ISBN 978-88-06-21020-5.
- Le certezze del dubbio, Roma, Pellicanolibri, 1987; Milán, Rizzoli, 2007. ISBN 978-88-17-01660-5.
- L'arte della gioia, Nuovi Equilibri, 1994, ISBN 88-7226-169-4; Roma, Stampa Alternativa, 1998. ISBN 88-7226-408-1; 2006. ISBN 88-7226-926-1; Turín, Einaudi, 2008. ISBN 978-88-06-18946-4.
- Destino coatto, Roma, Empirìa, 2002. ISBN 88-87450-10-2; Turín, Einaudi, 2011. ISBN 978-88-06-20599-7.
- Io, Jean Gabin, Turín, Einaudi, 2010. ISBN 978-88-06-20189-0.
- Il vizio di parlare a me stessa. Taccuini 1976-1989, Turín, Einaudi, 2011. ISBN 978-88-06-20307-8.
- L'isola dei fratelli, texto teatral inédito
- Appuntamento a Positano, Turín, Einaudi, 2015. ISBN 978-88-06-25053-9
- Ancestrale. Poesie scelte, Milán, La Vita Felice, 2013. ISBN 978-88-7799-487-5
- Elogio del bar, Roma, Ellint, 2014. ISBN 978-88-6192-581-6
- Tre pièces e soggetti cinematografici, Milán, La Vita Felice, 2014. ISBN 978-88-7799-604-6

## Filmografía
- Un giorno nella vita, de Alessandro Blasetti (1946)
- Fabiola, de Alessandro Blasetti (1949)
- La voce del silenzio, de Georg Wilhelm Pabst (1953)
- Senso, de Luchino Visconti (1954)
- Ulises, de Mario Camerini (1955)
- Persiane chiuse, de Luigi Comencini (1950)
- Altri tempi, de Alessandro Blasetti (1951)
- Gli sbandati, de Francesco Maselli (1955)
- Lettera aperta a un giornale della sera, de Francesco Maselli (1970)
- Dialogo di Roma, de Marguerite Duras (1983)

## Televisión
- Lo sciallo, dirección de Silverio Blasi, 1956